# ¡Adios Amigos!
¡Adios Amigos! är ett album av Ramones, utgivet i juli 1995 på Radioactive Records. Det var gruppens sista studioalbum, de splittrades året efter. Albumet producerades av Daniel Rey.

## Låtlista
1. "I Don't Want to Grow Up" (Tom Waits/Kathleen Brennan) - 2:46
2. "Makin' Monsters For My Friends" (Dee Dee Ramone/Daniel Rey) - 2:35
3. "It's Not for Me to Know" (Dee Dee Ramone/Daniel Rey) - 2:51
4. "The Crusher" (Dee Dee Ramone/Daniel Rey) - 2:27
5. "Life's a Gas" (Joey Ramone) - 3:34
6. "Take the Pain Away" (Dee Dee Ramone/Daniel Rey) - 2:42
7. "I Love You" (John Genzale) - 2:21
8. "Cretin Family" (Dee Dee Ramone/Daniel Rey) - 2:09
9. "Have a Nice Day" (Marky Ramone/Skinny Bones) - 1:39
10. "Scattergun" (C. J. Ramone) - 2:30
11. "Got Alot to Say" (C. J. Ramone) - 1:41
12. "She Talks to Rainbows" (Joey Ramone) - 3:14
13. "Born to Die in Berlin" (Dee Dee Ramone/John Carco) - 3:32

## Medverkande
- Joey Ramone - sång
- Johnny Ramone - gitarr
- C. J. Ramone - bas, sång
- Marky Ramone - trummor
- Dee Dee Ramone - sång på "Born to Die in Berlin"